# Classe Yamato
Pour les articles homonymes, voir Yamato.
La classe Yamato (大和型戦艦, Yamato-gata senkan) est une série de cuirassés de la Marine impériale japonaise construits et utilisés durant la Seconde Guerre mondiale.
Déplaçant près de 73 000 tonnes à pleine charge, ces navires ont été les cuirassés les plus lourds et les plus puissants jamais construits. Cette classe a été équipée du plus grand canon naval jamais adapté sur un navire de guerre avec neuf canons type 94 capables de tirer des obus de 1 460 kg à plus de 42 km de distance. Deux cuirassés : le Yamato et le Musashi, ont été achevés, tandis qu'un troisième, le Shinano, est converti en porte-avions en cours de construction.
En raison de la menace des sous-marins et des porte-avions américains, le Yamato et le Musashi passent la majorité de leur carrière dans des bases navales à Brunei, Truk et Kure. Cependant, ils sont déployés plusieurs fois en réponse aux raids américains sur les bases japonaises avant de participer à la bataille du golfe de Leyte en octobre 1944 dans la force commandée par le vice-amiral Takeo Kurita. Le Musashi a été coulé durant cette bataille par les avions américains. Le Shinano est ensuite coulé dix jours après son entrée en service, en novembre 1944, par le sous-marin USS Archerfish, puis le Yamato en avril 1945 pendant l'opération Ten-Gō.

## Histoire

### Contexte
La conception des cuirassés de classe Yamato a été définie par les mouvements expansionnistes du gouvernement japonais, la puissance industrielle japonaise et le besoin d'une flotte assez puissante pour intimider des adversaires probables.

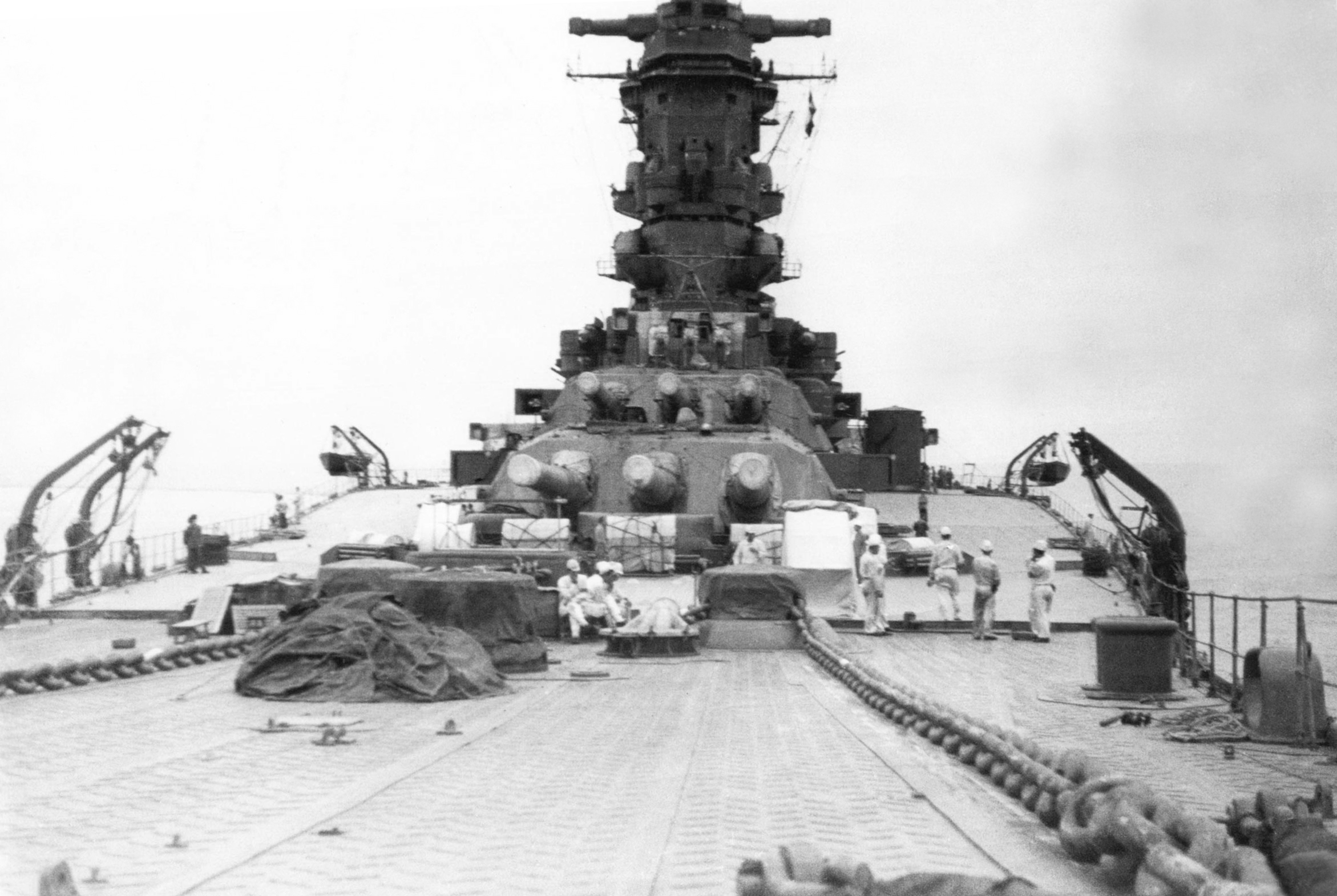
Photographie du Musashi prise depuis la proue en août 1942.

Après la Première Guerre mondiale, beaucoup de marines de guerre (dont celles des États-Unis, du Royaume-Uni et de l'empire du Japon) poursuivent et développent des programmes de construction amorcés pendant le conflit. Les énormes coûts associés à ces programmes amènent les gouvernements à envisager une conférence de désarmement. Le 8 juillet 1921, le secrétaire d'État des États-Unis Charles Evans Hughes invite des délégations de la France, de l'Italie, du Japon et du Royaume-Uni à venir à Washington, D.C. pour discuter d'une fin possible à la course aux armements navals. La Conférence navale de Washington aboutit au traité naval de Washington. Parmi diverses dispositions, il limite les futurs cuirassés à un déplacement standard de 35 000 tonnes et un calibre de tir de 406 millimètres maximum. Les cinq pays s'interdisent également de construire plus de navires militaires pendant dix ans et à ne pas remplacer les bateaux qui auraient échappé aux conditions du traité pendant au moins vingt ans,.
Dans les années 1930, le gouvernement japonais bascule vers l'ultranationalisme. L'empire du Japon vise à poursuivre une politique expansionniste en Asie, en prenant le contrôle des pays de la région sous le couvert d'un indépendantisme pan-asiatique théorisé par le concept de sphère de coprospérité de la grande Asie orientale. Le maintien d'un tel empire, s'étalant de la Chine jusqu'aux îles Midway, nécessite une flotte capable de contrôler de façon durable ce territoire. Bien que les cuirassés japonais construits avant la classe Yamato ont été achevés en 1921, soit un an avant la signature du traité (qui interdit toute nouvelle construction), toute la flotte a été reconstruite ou significativement modernisée dans les années 1930. Cette modernisation comprend, entre autres, de plus grandes vitesses et puissances de feu, que les Japonais comptent utiliser pour agrandir et défendre leur empire. Lorsque le Japon se retire de la Société des Nations en 1933, deux ans après l'incident de Mukden, il renonce également à toutes ses obligations issues des traités internationaux. Ainsi le Japon ne se considère plus tenu de concevoir ses cuirassés selon les limitations du traité naval de Washington et s'estime libre de construire des navires de guerre plus grands que ceux des puissances maritimes de l'époque.
L'intention du Japon d'acquérir des ressources à partir de ces colonies du Pacifique et de l'Asie du Sud-Est mènerait probablement à la confrontation avec les États-Unis ; ainsi ce pays est devenu le premier ennemi potentiel de l'empire du Japon. À cette époque, les États-Unis possèdent 30 % de la production industrielle mondiale tandis que le Japon n'en comptabilise que 3,5 %. En 1935, des membres du Congrès des États-Unis affirment que « le Japon se lance dans une course à l'armement maritime ». Parce que la production industrielle japonaise ne peut surpasser la puissance industrielle des États-Unis, les ingénieurs japonais proposent de concevoir un cuirassé supérieur à ses homologues de l'United States Navy. Chacun de ces cuirassés doit être capable d'engager simultanément plusieurs navires ennemis, ce qui devait permettre de réduire le besoin de dépenser autant d'effort industriel que les États-Unis auraient investi dans la construction de leurs cuirassés.

### Conception

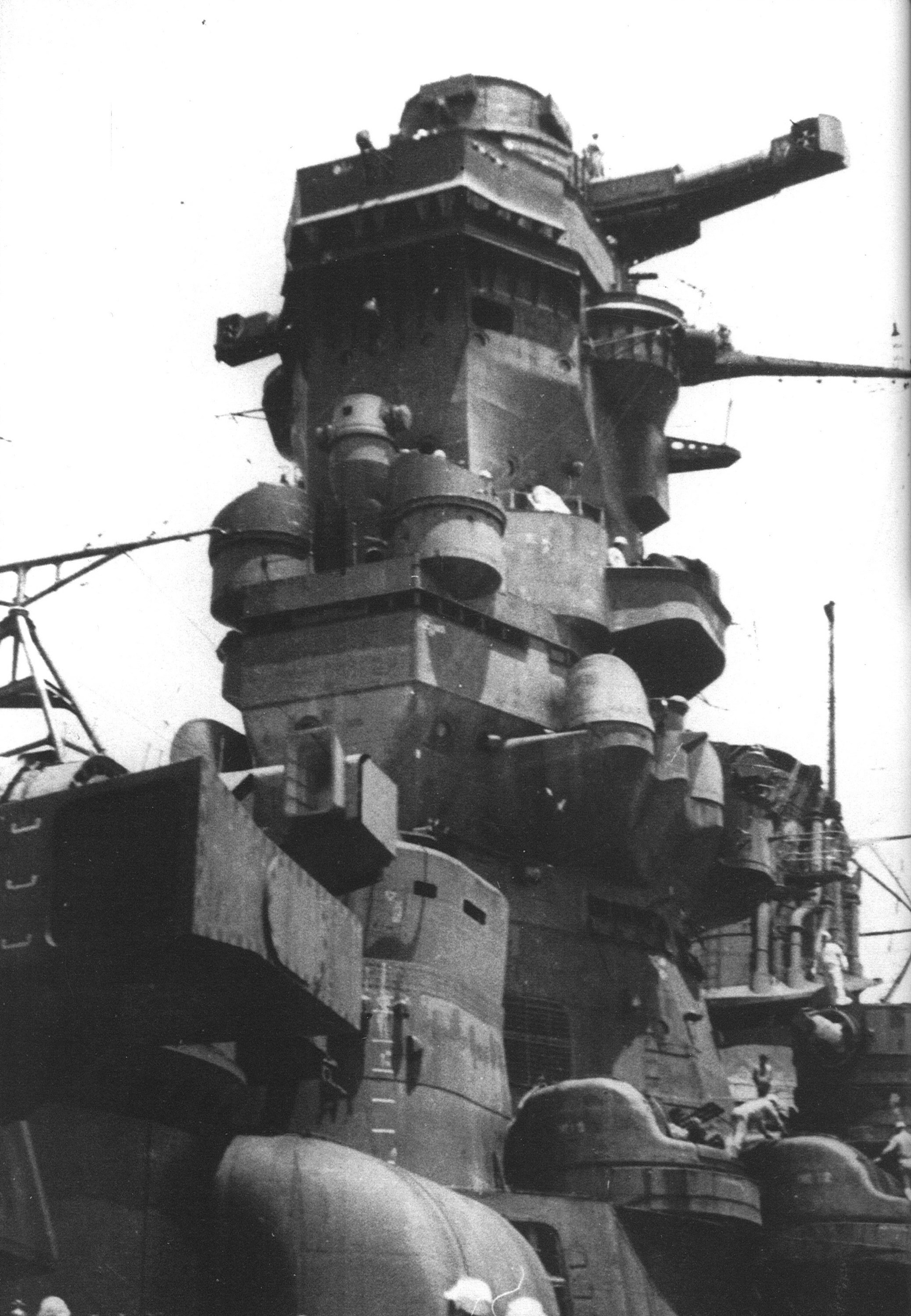
Pont du Musashi.

Le début de la conception du Yamato remonte à l'année 1934. De 1934 à 1936, 24 plans initiaux ont été mis en avant. Les plans finaux, après modifications, sont acceptés en mars 1937, pour un cuirassé de 68 000 tonnes. Après la sortie du Japon du Traité naval de Washington en 1934, et le retrait de la conférence de désarmement naval en 1936, la connaissance par les puissances occidentales de cette nouvelle classe de cuirassés aurait probablement été considérée comme une provocation. C'est pourquoi cette classe de navire fut construite dans le plus grand secret. Ainsi, les canons furent officiellement appelés « canons de 40 cm », et les autorités civiles ne furent pas informées de leur mise en service. Le budget de construction fut divisé et réparti sur de nombreux projets, de façon à ne pas éveiller les soupçons.
Le Yamato était conçu pour surclasser tout navire susceptible d'être construit par les États-Unis d'Amérique. Le choix du calibre de 460 mm pour l'armement principal (plutôt que le 406 mm) était motivé par la largeur du canal de Panama, car il aurait été impossible pour la marine américaine de construire un navire portant un calibre équivalent sans de graves restrictions dans l'arrangement ou le blindage du navire.
Initialement elle devait comporter cinq navires. La construction du Yamato commença le 4 novembre 1937 dans un bassin spécialement conçu aux chantiers navals de Kure situés dans la préfecture de Hiroshima. En 1938, c'est au tour du Musashi d’être construit et il fut lancé en 1940. Le troisième de la série, le Shinano, est transformé en porte-avions en cours de construction et la construction du quatrième, jamais baptisé et connu seulement comme le « navire de guerre numéro 111 » est annulée alors que le bâtiment n'était construit qu'au tiers. Le cinquième cuirassé prévu ne sera jamais construit. Les plans pour le type Super-Yamato, armé de canons de 508 mm, qui devait succéder au Yamato pour maintenir l'avance des cuirassés japonais sur leurs rivaux américains, furent abandonnés.

### Construction
La construction des navires de la classe Yamato requiert avant tout la modernisation et le développement des quatre chantiers navals de Kure, Nagasaki, Yokosuka et de Sasebo pour permettre la construction de coques de la taille envisagée.
Le Yamato est construit en trois ans et neuf mois au chantier naval de Kure, où la quille est partiellement couverte pour que la construction reste secrète. Le Shinano est construit au chantier naval de Yokosuka, et le Musashi est construit en trois ans et cinq mois au chantier naval de Nagasaki. Le quatrième cuirassé, connu seulement comme le « navire de guerre numéro 111 » est destiné à être construit au chantier naval de Sasebo.

### Navires

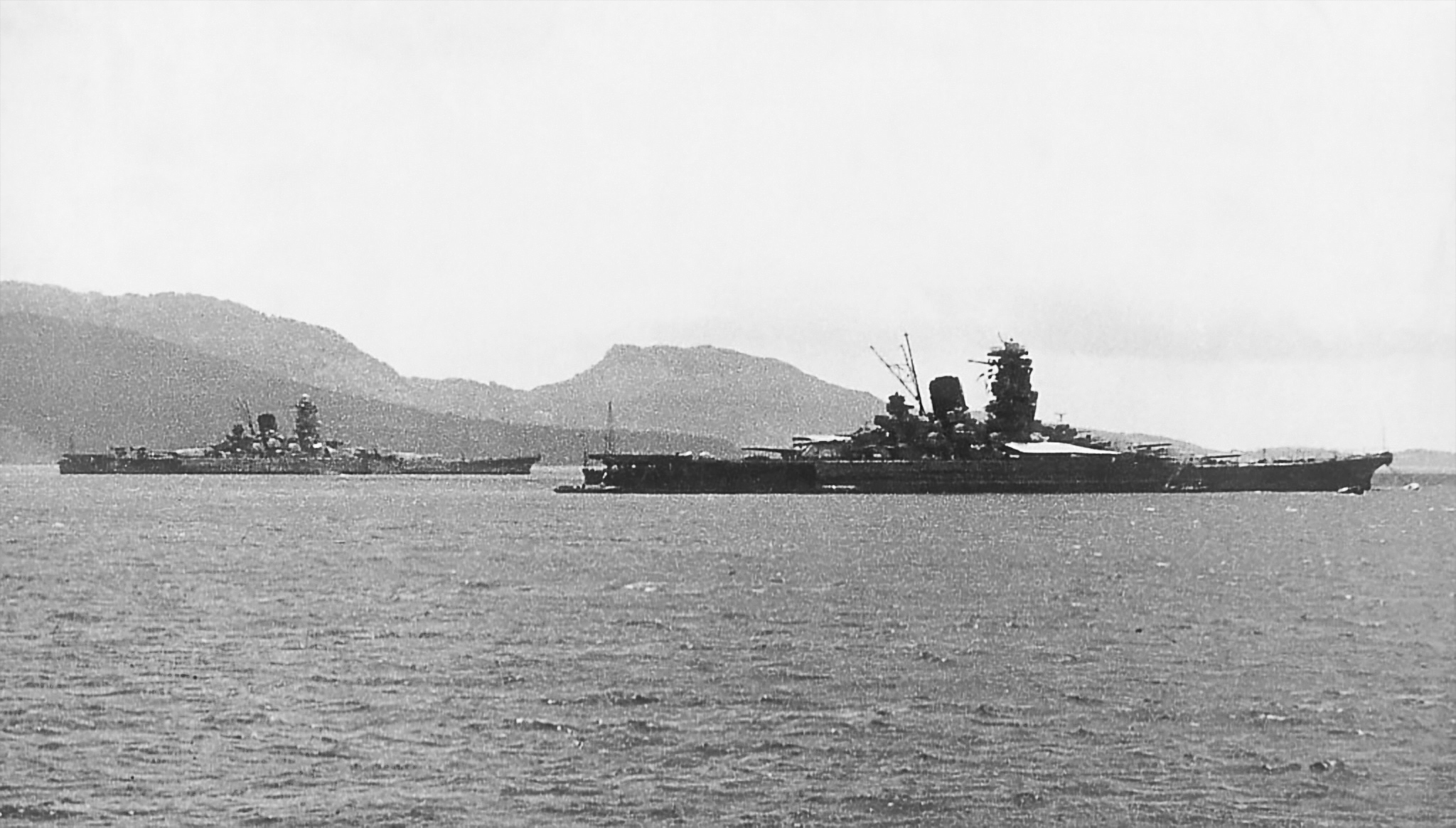
Le Yamato et le Musashi ancrés dans les eaux des îles Truk en 1943

Bien que cinq navires de la Classe Yamato fussent planifiés en 1937, seulement trois (deux cuirassés et un cuirassé converti en porte-avion en cours de construction) sont achevés. Ces trois navires sont construits dans le plus grand secret pour empêcher les services de renseignement américains d'apprendre ni leur existence, ni leurs caractéristiques techniques. En effet, l'Office of Naval Intelligence de l'United States Navy ne connaissait que les noms du Yamato et du Musaho à la fin de l'année 1942. Dans un premier temps, les services de renseignement américain supposaient que les caractéristiques techniques de la classe Yamato étaient exagérées, alors qu'en réalité elles étaient correctes. En effet ils ont estimé que les navires de la classe Yamato avait un maître-bau de 34 mètres (alors qu'il était en réalité il était de 39 mètres) et un déplacement de 40 000 tonnes à 57 000 tonnes (alors qu'il était en réalité il était de 69 000 tonnes). De plus, à la fin du mois de juillet 1945 (soit quatre mois après le naufrage du Yamato) ils pensaient toujours que l'armement principal de la classe Yamato était composé de canons de 410 mm alors qu'en réalité il était composé de canons de 460 mm.
L'ouvrage de référence Jane's Fighting Ships et les médias occidentaux ont également mal rapporté les caractéristiques technique des navires. En septembre 1944, la Jane's Fighting Ships décrit le déplacement du Yamato et du Musashi comme étant de 45 000 tonnes.
De même, le New York Times et l'Associated Press rapportent que les deux navires déplaçaient 45 000 tonnes à 30 nœuds. Et même après le naufrage du Yamato en avril 1945, le quotidien britannique The Times a continué d'attribuer 45 000 tonnes de déplacement au navire.
Néanmoins, l'existence des bateaux (et leurs spécifications supposées) influença fortement les ingénieurs naval américains dans le design des cuirassés de la classe Montana. Bien qu'annulés, les cinq navires de la classe Montana ont spécialement été prévus pour contrer la puissance de feu des navires de la classe Yamato.
| Marine impériale japonaise - Classe Yamato | Marine impériale japonaise - Classe Yamato | Marine impériale japonaise - Classe Yamato | Marine impériale japonaise - Classe Yamato | Marine impériale japonaise - Classe Yamato | Marine impériale japonaise - Classe Yamato                                              | Marine impériale japonaise - Classe Yamato |
| Nom                                        | Chantier naval                             | Mise en chantier                           | Lancement                                  | Entrée en service                          | Destination finale                                                                      | Photo                                      |
| ------------------------------------------ | ------------------------------------------ | ------------------------------------------ | ------------------------------------------ | ------------------------------------------ | --------------------------------------------------------------------------------------- | ------------------------------------------ |
| Yamato                                     | Arsenal naval de Kure                      | 4 novembre 1937                            | 8 août 1940                                | 16 décembre 1941                           | Coulé le 7 avril 1945 par une attaque aérienne lors de l'opération Ten-Gō               |                                            |
| Musashi                                    | Mitsubishi Heavy Industries, Nagasaki      | 29 mars 1938                               | 1er novembre 1940                          | 5 août 1942                                | Coulé le 24 octobre 1944 par une attaque aérienne lors de la bataille du golfe de Leyte |                                            |
| Shinano                                    | Arsenal naval de Yokosuka                  | 4 mai 1940                                 | 8 octobre 1944                             | 19 novembre                                | Converti en porte-avions en juillet 1942 Coulé par quatre torpilles le 29 novembre 1944 |                                            |
| Navire de guerre numéro 111                | Arsenal naval de Sasebo                    | 4 novembre 1940                            | NC                                         | NC                                         | Annulé le 30 mars 1942 alors qu'il était complété à 30 % puis démantelé sur place       |                                            |

#### Yamato

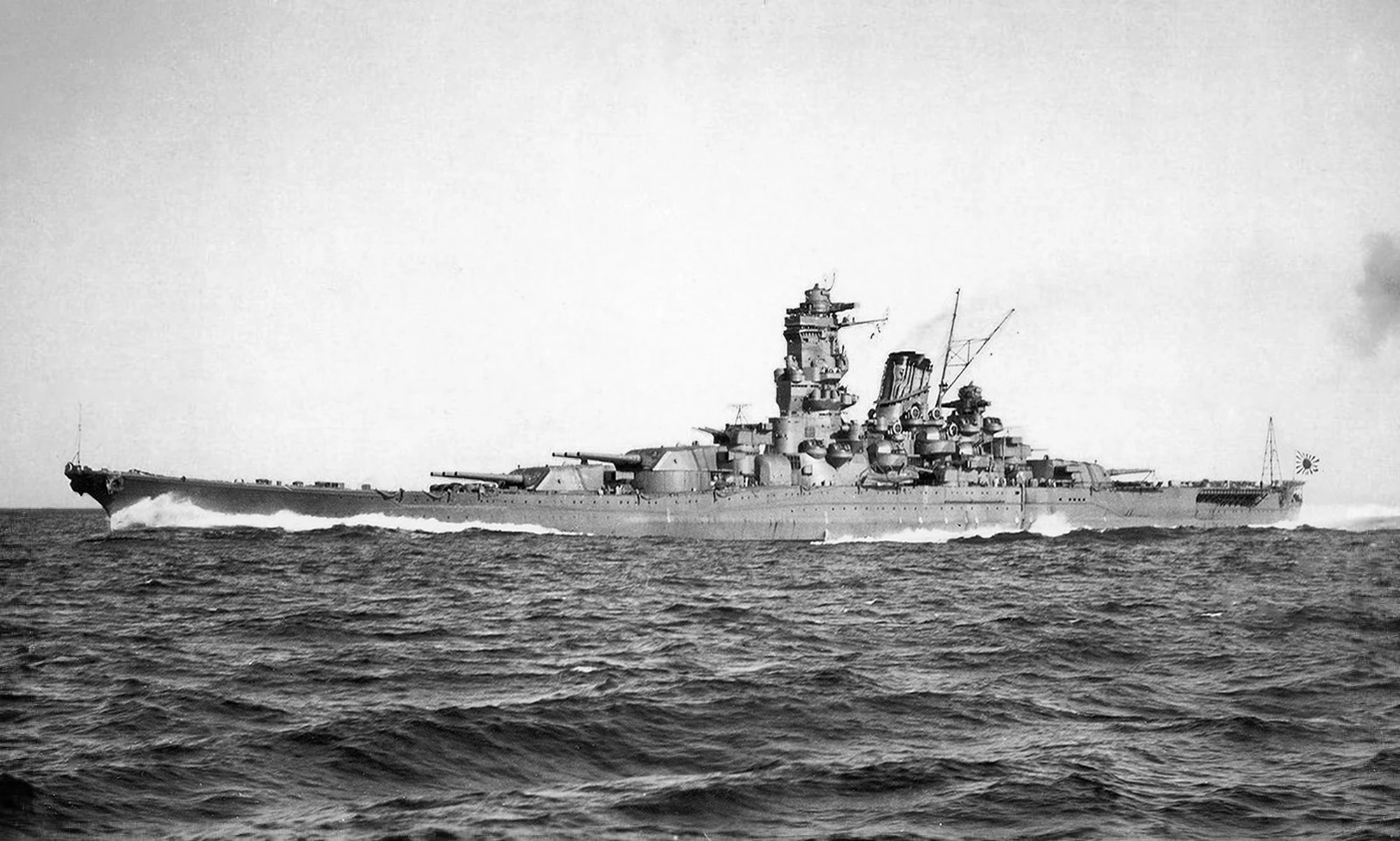
Le Yamato pendant des essais en mer en 1941

Le Yamato (大和) est commandé en mars 1937, sa quille posée le 4 novembre 1937, puis il est lancé le 8 août 1940, et armé le 16 décembre 1940. Il participe à des exercices d'entrainement jusqu'au 27 mai 1942, quand l'Amiral Isoroku Yamamoto a considéré qu'il était opérationnel. Il rejoint la 1re Division de Cuirassé, en tant que vaisseau amiral de la Flotte combinée durant la bataille de Midway en juin 1942, pourtant il n'a pas engagé des forces ennemies pendant cette bataille. Les deux années suivantes ont été passées entre les bases navales Truk et de Kure, tandis que son sister-ship le Musashi l'a remplacé en tant que vaisseau amiral de la Flotte combinée. Dans le cadre de la 1re Division de Cuirassé, le Yamato est déployé à de multiples reprises pour contrer les raids des porte-avions américains sur des bases japonaises. Le 25 décembre 1943, il subit des dégâts majeurs à la suite d'une attaque de torpilles du sous-marin USS Skate et il est forcé de retourner à la base navale de Kure pour y subir des réparations et des améliorations structurelles.
En juin 1944, après l'amélioration de l'armement secondaire et des défenses anti-aériennes, le Yamato rejoint la Deuxième Flotte pour prendre part à la bataille de la mer des Philippines en escortant la division de porte-avions japonais. Puis en octobre 1944, il est utilisé dans le cadre de la Force Centrale du vice-amiral Takeo Kurita lors de la bataille du golfe de Leyte, il utilise son artillerie navale pour la première fois contre un navire ennemi en aidant à couler le porte-avions d'escorte USS Gambier Bay et le destroyer USS Johnston, avant d'être repoussé par l'USS Heermann, qui le mit hors de combat. Légèrement endommagé à Kure en mars 1945, le Yamato est alors réarmé pour la préparation pour des opérations. Le Yamato est coulé le 7 avril 1945 par les porte-avions américains lors de l'opération Ten-Gō en recevant 10 torpilles, et 7 bombes avant de chavirer avec 2 498 des 2 700 membres d'équipage, dont le vice-amiral Seiichi Itō. Son explosion produit un nuage de 6 kilomètres de haut, visible à plus de 160 kilomètres de distance. Le naufrage du Yamato est perçu comme étant une victoire américaine majeure, et le reporter de guerre Hanson W. Baldwin (en) au New York Times, a écrit « Le naufrage du nouveau cuirassé japonais Yamato (...) est la preuve frappante (partout où il sera nécessaire de le démontrer) de la faiblesse du Japon dans les airs et en mer »

#### Musashi

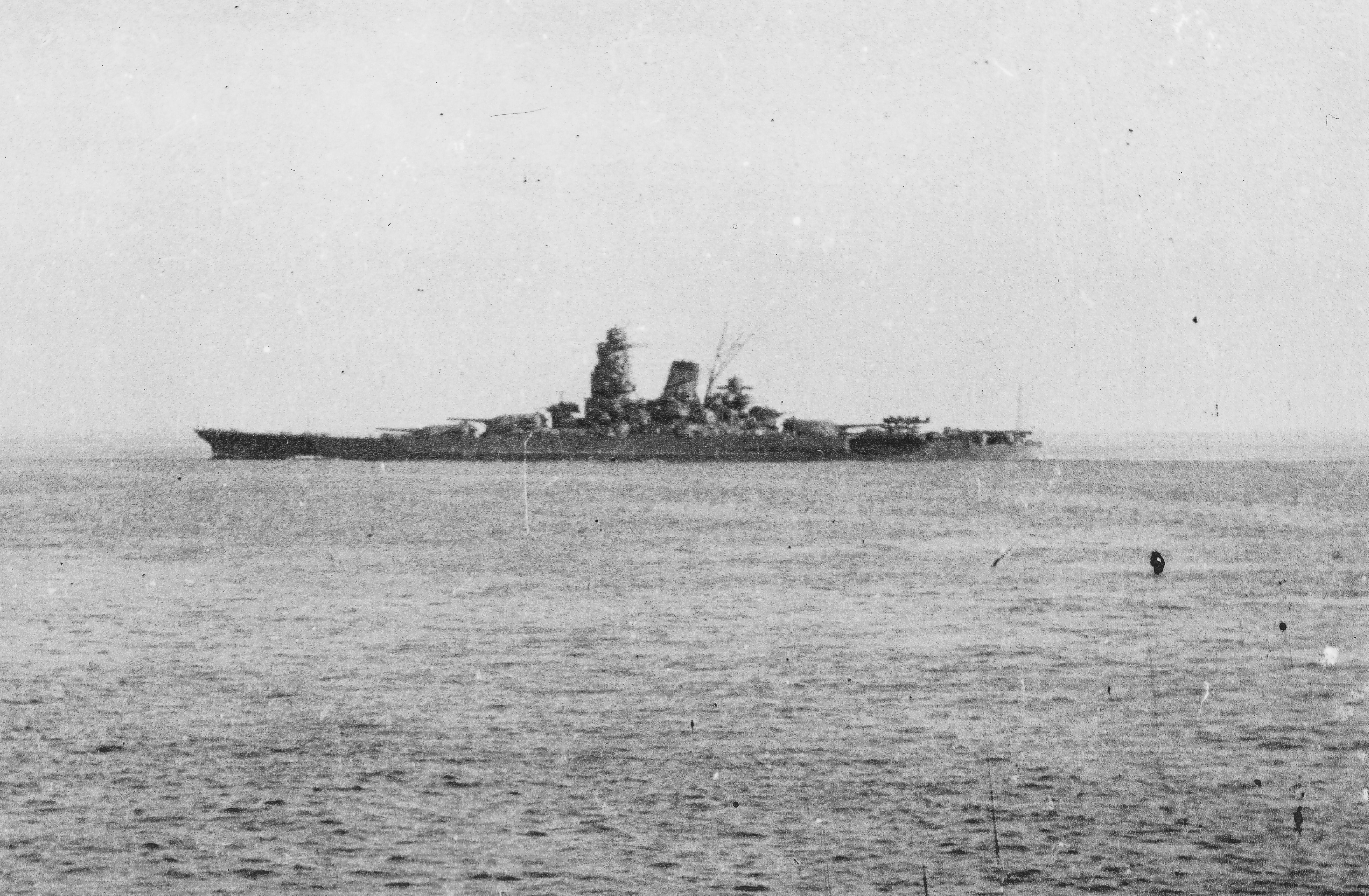
Le Musashi quittant Brunei en octobre 1944

Le Musashi  (武蔵) est commandé en mars 1937, sa quille posée le 29 mars 1938, et il est lancé le 1er novembre 1940, et armé le 5 août 1942. De septembre à décembre 1942, il est impliqué dans des exercices d'entrainement à Hashira-jima. Le 11 février 1943, le Musashi relève son sister-ship le Yamato en tant que vaisseau amiral de la Flotte Combinée. Jusqu'en juillet 1944, le Musashi se déplace entre les bases navales de Truk, Yokosuka, Brunei et Kure. Le 29 mars 1944, il subit des dégâts au niveau de la proue par une torpille tirée depuis le sous-marin américain USS Tunny qui créa un trou de 5,8 m dans la coque. Après les réparations et la révision d'avril 1944, le Musashi rejoint la 1re Division de Cuirassé à Okinawa.
En juin 1944, le Musashi prit part à la Deuxième Flotte pour escorter des porte-avions japonais lors de la bataille de la Mer des Philippines. En octobre 1944, il quitte Brunei en tant que membre de la Force Centrale de l'amiral Takeo Kurita pour prendre part à la bataille du golfe de Leyte. Le Musashi est coulé le 24 octobre 1944 durant cette bataille, en encaissant 17 bombes et 19 torpilles, et en causant la perte de 1 023 des 2 399 membres d'équipage,.

#### Shinano

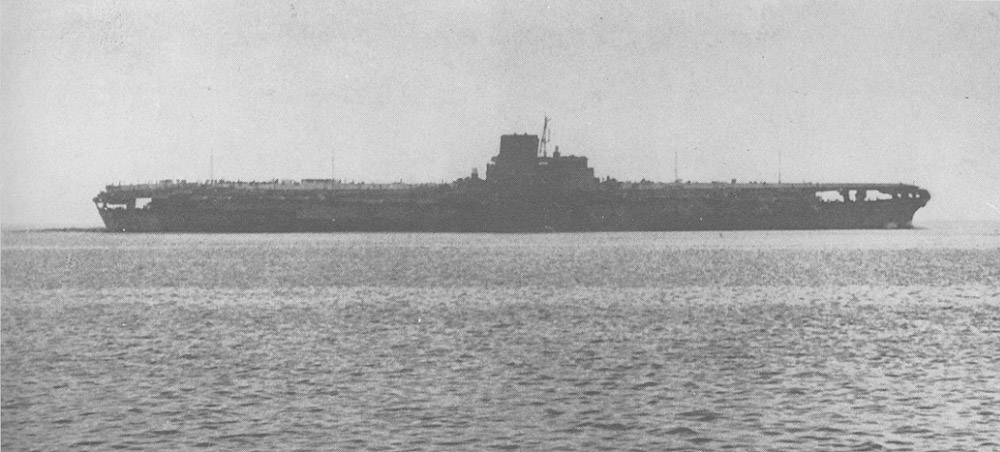
Le Shinano en novembre 1944

Initialement nommé Navire de guerre numéro 110, le Shinano (信濃), est prévu pour être le troisième membre de la classe Yamato, malgré une conception légèrement modifiée. L'épaisseur du blindage original est légèrement réduit, y compris au niveau de la ceinture, du pont et des tourelles. L'économie en poids signifie que d'autres améliorations peuvent être ajoutées dans d'autres domaines, y compris au niveau des protections supplémentaires pour des postes d'observation et le contrôle de feu. De plus, l'armement secondaire du Yamato et du Musashi alors composé des canons Type 89 de 127 mm est remplacé par les canons Type 98 de 100 mm. Bien que d'un calibre plus petit, le canon de Type 98 possédait une vitesse initiale significativement plus grande, une portée plus grande, et une cadence de tir plus élevée pour la défense anti-aérienne que le Type 89.
En juin 1942, après la défaite des japonais lors de la bataille de Midway, la construction du Shinano est suspendue, et la coque est grandement reconvertie en un porte-avions. Il est alors conçu comme un navire de soutien de 64 800 tonnes qui serait capable de transporter, réparer et approvisionner les flottes aériennes des autres porte-avions,. Bien qu'il ait été initialement prévu qu'il entre en service au début de l'année 1945, la construction du navire a été accélérée après la bataille de la Mer des Philippines, en conséquence le Shinano est lancé le 5 octobre 1944 puis mit en service un peu plus d'un mois plus tard le 19 novembre 1944. Le Shinano est parti de la base naval de Yokosuka pour celle de Kure neuf jours plus tard. Le matin du 29 novembre 1944, le Shinano est frappé par quatre torpilles tirées par le sous-marin USS Archerfish. Bien que les conséquences des dégâts soient contrôlables, l'inondation a fait gîter le navire sur le côté tribord. Peu avant midi, il chavire et coule en emportant 1 435 des 2 400 membres d'équipage. À ce jour, le Shinano est le plus grand navire jamais coulé par un sous-marin.

#### Navires de guerre numéros 111 et 797
Le Navire de guerre numéro 111, n'a jamais été nommé. Il a été planifié comme étant le quatrième membre de la classe Yamato et le deuxième bateau pour incorporer les améliorations du Shinano. La quille du bateau est posée après le lancement du Yamato en août 1940 et sa construction continua jusqu'en décembre 1941, quand les Japonais ont commencé à mettre en doute leur programme de construction navale ambitieux puisqu'avec l'arrivée de guerre, les ressources nécessaires à la construction du navire deviendraient beaucoup plus difficiles à obtenir. En conséquence, la coque du quatrième navire, complétée à seulement 30 %, a été démontée et mise au rebut en 1942. La ferraille issue de ce démantèlement fut réutilisée dans les transformations des navires Ise et Hyūga (de type dreadnought) en hybrides de cuirassés et porte-avions.
,,
Le cinquième navire, le navire de guerre numéro 797, a été planifié comme étant un Shinano amélioré, mais la quille n'a jamais été posée. En plus des modifications faites sur ce bateau, le 797 aurait enlevé deux tourelles double de 155 millimètres au profit de canons supplémentaires de 100 millimètres.,

### Position des épaves
Dès 1983 des efforts ont été faits pour déterminer la localisation du Yamato, grâce aux informations obtenues de six des survivants du naufrage, pour essayer de trouver l'épave du Yamato. Elle est localisée en 1984 à l'aide d'un sonar à 365 mètres de profondeur à la position 30° 22′ 00″ N, 128° 04′ 00″ E. L'année suivante les premières images des restes du Yamato ont été obtenues depuis son naufrage.
Dans les années 1990, une équipe de robots submersibles sponsorisée par la chaîne japonaise NHK réussi à obtenir des images plus claires de l'épave ; en 1999 l'institut français de recherche pour l'exploitation de la mer en association avec la chaîne de télévision japonaise TV Asahi, réalisa un examen des restes de l'épave,.
Le 24 janvier 2009, la chambre d'industrie et de commerce Kure annonça un plan pour sauver des restes du Yamato au moyen d'un budget estimé à des milliers de millions de yen.
Depuis le naufrage du Musashi en 1944 à la position 13° 07′ 00″ N, 122° 32′ 00″ E, il n'y a pas eu de recherches pour connaître l'état des restes de l'épave à cause de la profondeur à laquelle elle git (à environ 800 mètres de profondeur), et parce que de telles investigations nécessitent un équipement spécialisé. Finalement, ce n'est qu'après huit années de recherches, le 2 mars 2015, qu'une équipe du cofondateur de Microsoft Paul Allen réussit à localiser l'épave dans la mer de Sibuyan, à plus d'un kilomètre de profondeur à l'aide d'un robot embarqué sur l'Octopus.
Depuis que le Shinano a coulé aux coordonnées 33° 07′ 00″ N, 137° 04′ 00″ E, il n'y a pas eu de travaux de recherche des restes de l'épave. Et le Shinano est toujours porté disparu.

## Caractéristiques

### Armement

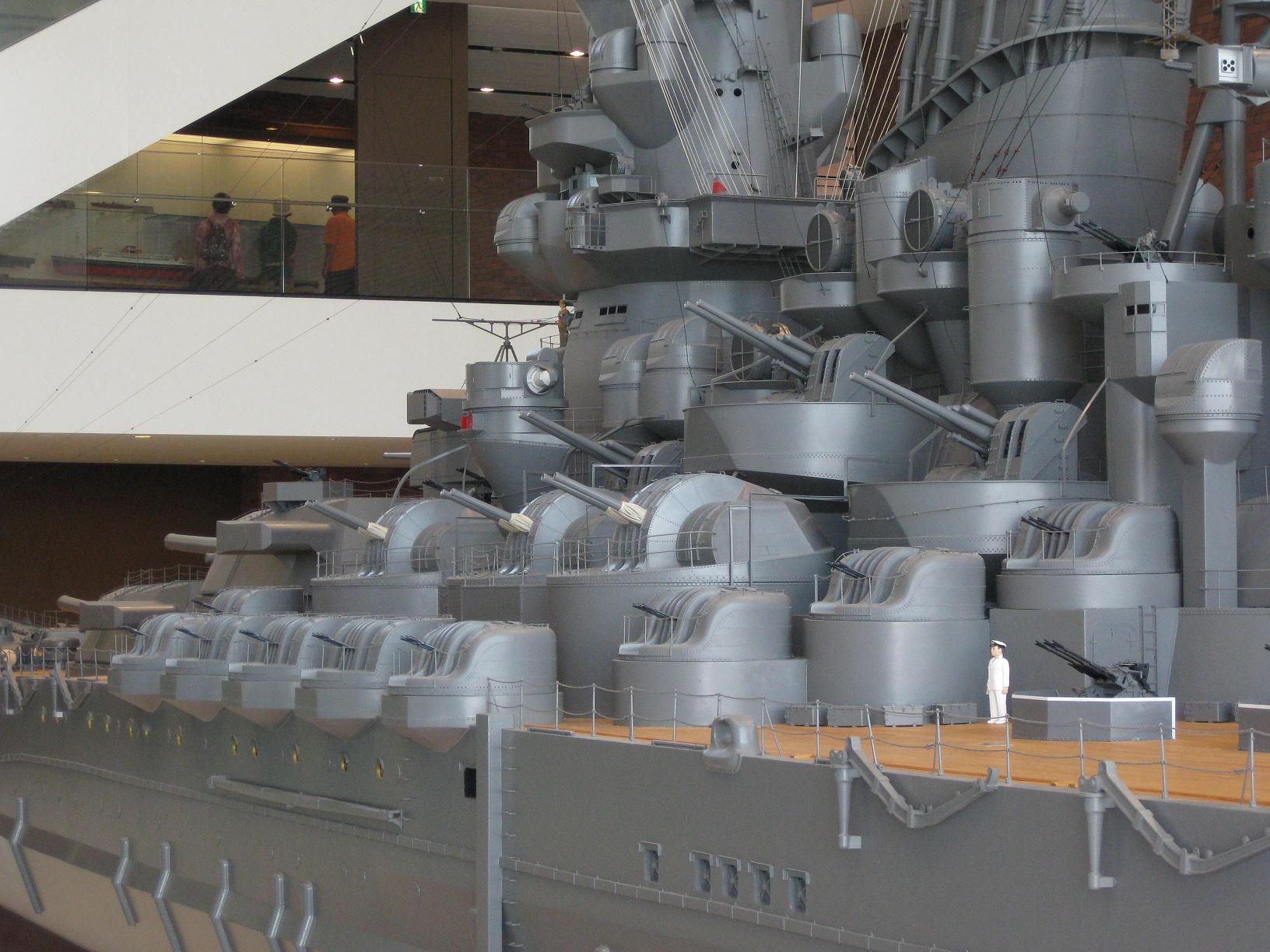
Défenses anti-aériennes de la maquette du Yamato du Musée Yamato à Kure

Officiellement l'armement principal de la classe Yamato est composé de canons de calibre 400 mm, afin de cacher la vraie puissance du canon de 460 mm qui est le plus gros canon jamais monté sur un navire de guerre. Ces canons sont montés dans trois tourelles triples, dont chacune pèse 2 774 tonnes. Chaque tube construit par Japan Steel Works mesurait 21,13 mètres de long et pesait 147,3 tonnes,. Des obus explosifs et perforants peuvent être envoyés à plus de 42 kilomètres, à une cadence de tir d'un et demi à deux coups par minute,. Les canons principaux sont aussi capables de tirer des obus anti-aériens Shiki tsûjôdan de 1 360 kilogrammes. Une fusée éclairante est utilisée pour voir où les obus éclatent (bien qu'elles ne soient généralement encore efficientes lorsque l'obus avait parcouru une distance de 1 000 mètres). La détonation de chacun de ces obus dispersait 900 tubes incendiaires dans un angle de 20 degrés vers l'avant puis une charge brisante explosait pour faire éclater l'obus lui-même dans le but de projeter des éclats de shrapnel brisant les tubes incendiaires et les faisaient exploser à leur tour. Les tubes incendiaires brûlent pendant cinq secondes à environ 3 000 °C et projettent une flamme d'environ 5 mètres. Bien que représentant près de 40 % des munitions embarquées avant 1944, les Shiki tsûjôdan sont rarement utilisés lors des combats contre les avions ennemis car pouvant détériorer fortement les canons principaux. En effet, un de ces obus aurait éclaté prématurément et mis hors service un des canons principaux du Musashi pendant la bataille du golfe de Leyte. Ces obus sont destinés à opposer un barrage de flammes à n'importe quel avion essayant de l'attaquer. Cependant, les pilotes américains considéraient que ces obus représentaient plutôt un effet pyrotechnique qu'une arme anti-aérienne efficace.
Initialement l'armement secondaire de la classe Yamato comportait douze canons Type 3 de 155 mm montés en quatre batteries de trois canons (un à l'avant, deux au milieu, et un à l'arrière), ainsi que douze canons Type 89 de 127 mm en six batteries de deux canons (six au milieu sur le côté gauche et six autres au milieu sur le côté droit), et l'armement anti-aérien de vingt-quatre canons anti-aérien Type 96 de 25 mm montés au centre du navire. En 1944, le cuirassé Yamato (le seul navire restant de la classe) voit son armement anti-aérien amélioré. En conséquence l'armement secondaire a été changé pour six canons de 155 mm, vingt-quatre canons de 127 mm, et une centaine de canons anti-aérien de 25 mm, en préparation de la bataille du golfe de Leyte.
L'armement du Shinano diffère de celui des Yamato et Musashi en raison de sa conversion en porte-avions. Comme le porte-avions a été conçu pour un rôle d’escorte, des armes antiaériennes ont majoritairement été installées sur le navire avec seize canons de 127 mm, cent canons anti-aérien de 25 mm, et trois cent trente-six lance-roquettes antiaériens dans douze tourelles de vingt-huit canons de 130 mm. Aucun de ces canons n'a été utilisé, ni contre un avion ni contre un navire ennemi.

### Blindage

Schéma du blindage de la classe Yamato au niveau de la tourelle arrière.

Conçu pour engager simultanément plusieurs cuirassés ennemis, les navires de la classe Yamato adoptent un blindage lourd décrit par l'historien naval Mark Stille comme fournissant « un degré de protection inégalé dans le combat de surface ». La ceinture principale du blindage (située sur la longueur et le côté du navire) est de 410 millimètres d'épaisseur, avec des cloisons supplémentaires de 355 millimètres d'épaisseur. En outre, la forme de coque supérieure est très avancée, la forme oblique est particulièrement efficace puisqu'elle maximise la protection et la rigidité structurelle, pour un poids optimal. Le blindage des tourelles principales est plus épais que celui de la ceinture principale, avec un blindage de 650 millimètres d'épaisseur. Le blindage tant dans la ceinture principale que dans les tourelles principales est fait en acier trempé. Le blindage du pont de 75 millimètres d'épaisseur est composé d'un acier allié de chrome, de nickel et de molybdène. Les tests balistiques réalisés à Kamegabuki démontrent que l'alliage du pont est meilleur de 10 à 15% comparé à des plaques Vickers homogènes. Des plaques supplémentaires ont été conçues en modifiant les teneurs en chrome et en nickel de l'alliage. Un fort pourcentage en nickel permettait à la plaque d'être roulée et pliée sans développer de la fatigue[En quoi ?].
Le nouveau procédé de soudage à l'arc est largement utilisée sur les navires de la classe, ce qui a renforcé la durabilité du blindage. Avec cette technique, le blindage inférieur de la ceinture a été inclus dans les navires comme une réponse aux expérimentations sur le Tosa et le nouvel obus japonais Type 91 qui pouvait parcourir une grande distance sous l'eau ; de plus cette technique est utilisée pour renforcer l’intégralité de la structure de la coque du navire. Au total, les navires de la classe Yamato contenaient 1 147 compartiments étanches, dont 1 065 se trouvaient en dessous du pont blindé.
Cependant, le blindage de la classe Yamato a toujours souffert de plusieurs défauts, dont beaucoup s'avéreront fatals dans les années 1944 et 1945. Particulièrement la jointure entre la ceinture supérieure et la ceinture inférieure crée un point faible juste en dessous de la ligne de flottaison, particulièrement vulnérable aux torpilles lancées depuis un avion. D'autres faiblesses structurelles existent au niveau de la proue des navires, où le blindage est généralement plus mince. La coque du Shinano était soumise à des faiblesses structurelles encore plus grandes puisqu'elle a été équipée d'un blindage minimal sans aucun compartiment étanche.

### Propulsion
La classe Yamato est équipée de 12 chaudières Kanpon, qui actionnent quatre turbines à vapeur ; lesquelles font tourner les quatre hélices de 6 mètres de diamètre. Cette disposition permet à la classe Yamato d'atteindre une vitesse de pointe de 50 km/h (27 nœuds) Avec une puissance indiquée de 147 948 ch (110 325 kW), la capacité de la classe Yamato à naviguer aux côtés de navires plus rapides est limitée.
De plus, la consommation en carburant des deux cuirassés Yamato et Musashi était très élevée. Elle pouvait atteindre 70 tonnes de carburant par heure et à pleine vitesse. Or les problèmes de ravitaillement en carburant de la flotte japonaise se sont manifestés dès l'attaque de Pearl Harbor,. De plus, durant la campagne de Guadalcanal, la consommation de carburant de la flotte atteignait 10 000 tonnes par jour. Tandis que les réserves de carburant à la base navale de Kure étaient au plus bas à 65 000 tonnes. En conséquence, aucun de ces cuirassés n'a été utilisé dans la campagne des îles Salomon ni dans les engagements mineurs relatifs à la période de "voyages d'île en île" de 1943 et jusqu'au début de l'année 1944.
Le système de propulsion du Shinano a été légèrement amélioré, permettant au porte-avions d'atteindre une vitesse de pointe de 52 km/h (28 nœuds).

### Manœuvrabilité
L'habileté pour faire demi-tour est bonne comparée à celle d'autres cuirassés. Son diamètre tactique est de 640 mètres, alors que son diamètre de progression est de 589 mètres. Et il fallait 17,5 secondes pour faire demi-tour.
Les navires de classe Yamato peut compter sur deux gouvernails, un principal de 46 m2, et un secondaire de 16,5 m2. L'usage de ce gouvernail secondaire a démontré qu'il était presque incapable de faire manœuvrer à lui seul le navire.

### Aéronefs et grue
Le Yamato et le Musashi ont été conçus pour transporter sept hydravions, trois Aichi E13A et 4 Mitsubishi F1M, lesquels étaient lancés par deux catapultes de 19,5 mètres.
Une grue avec un bras de 20 mètres était utilisée pour ressortir les aéronefs de l'eau et les ramener a bord.

### Systèmes de pompage
En théorie le système de contrôle de gîte installé dans les navires de classe Yamato était capable de stabiliser le vaisseau avec une gîte inférieure à 18,3°. Il fonctionne de la manière suivante : la gîte résultant du premier impact d'une torpille serait réduite à moins de 4° dans les cinq premières minutes après la mise en marche du système de pompage. La gîte produite par un second impact pouvait être contrôlée au bout de 30 minutes.
De plus, en inondant des compartiments spéciaux situés du côté opposé des voies d'eau, le navire pouvait se remettre à niveau avec une gîte de 13,8° maximum. Les 4,5° de gîte restant pouvaient être corrigés de la même manière en transférant le carburant des citernes.

## Projet A-150
Le projet A-150 envisage deux cuirassés entièrement nouveaux et plus grands dont la conception a été planifiée dans le programme de réapprovisionnement de la flotte de 1942. La conception de la classe a été rapidement approuvée par le Haut Commandement Naval japonais malgré les objections des aviateurs japonais, qui préféraient la construction de porte-avions plutôt que des cuirassés,.
Désigné comme le Projet A-150 initialement nommés « navire de guerre numéro 178 » et « navire de guerre numéro 179 », les plans pour ces deux bateaux ont commencé peu après que la conception de la classe de Yamato a été achevée, probablement dans les années 1938-39. Ce projet a été « essentiellement complété » en 1941, mais avec la guerre à l'horizon, le travail sur les cuirassés a été interrompu pour couvrir le besoin de navires de guerre supplémentaires, comme des porte-avions et des cuirassés, mais aussi pour remplacer les pertes de guerre de ces bâtiments vitaux. La perte japonaise lors de la bataille de Midway, où quatre porte-avions japonais ont été coulés (sur les dix alors présents dans la marine impériale), a eu pour conséquence que le travail sur les bateaux ne commença jamais. S'ils avaient été construits, ces navires auraient été les cuirassés les plus puissants de l'Histoire grâce à leur artillerie principale de 510 millimètres et à leur puissante défense anti-aérienne.
Semblables au blueprint relatif à la classe Yamato, la plupart des documents et des plans relatifs au projet A-150 ont été détruits pour en empêcher la capture à la fin de la guerre. Le design final des bateaux aurait eu une taille et une puissance de feu plus grande que celles de ceux issus de la classe Yamato, avec six canons de 510 millimètres dans trois tourelles doubles et un armement secondaire composé de vingt-quatre canons de 100 millimètres (semblable à ceux utilisés sur les destroyers Akizuki). Leur déplacement devait être supérieur à celui du Yamato, et un blindage latéral de 46 centimètres a été planifié,.

## Destruction des documents
À la veille de l'occupation du Japon par les alliés, les officiers de la Marine impériale japonaise ont détruit pratiquement tous les rapports, dessins et les photographies relatifs aux cuirassés de classe Yamato, ne laissant que des informations fragmentaires sur les caractéristiques de la conception et d'autres questions techniques. La destruction de ces documents était si complète que, jusqu'en 1948, les seules images connues du Yamato et du Musashi étaient celles prises par des avions de la marine américaine lors des attaques sur les deux cuirassés. 
La conversion du Shinano fut tenue secrète (les Américains ne découvrant qu'après la guerre l'existence du porte-avions géant, l'Archerfish fut d'abord crédité de la perte d'un porte-avions non identifié de 28 000 tonnes).
Cependant, en octobre 1942, à la demande spéciale d'Adolf Hitler, l'amiral allemand et attaché militaire Paul Wenneker (en) avait été autorisé à inspecter les cuirassés de classe Yamato pendant leur maintenance dans un chantier naval. Il en a fait une description détaillée, envoyée à Berlin. Le 22 août 1943, ce rapport a été transmis au quartier général du Führer et il a été ordonné d'utiliser ce rapport pour dessiner des croquis des cuirassés japonais.

## Comparaison avec la classeIowa
Pour un article plus général, voir Classe Iowa.

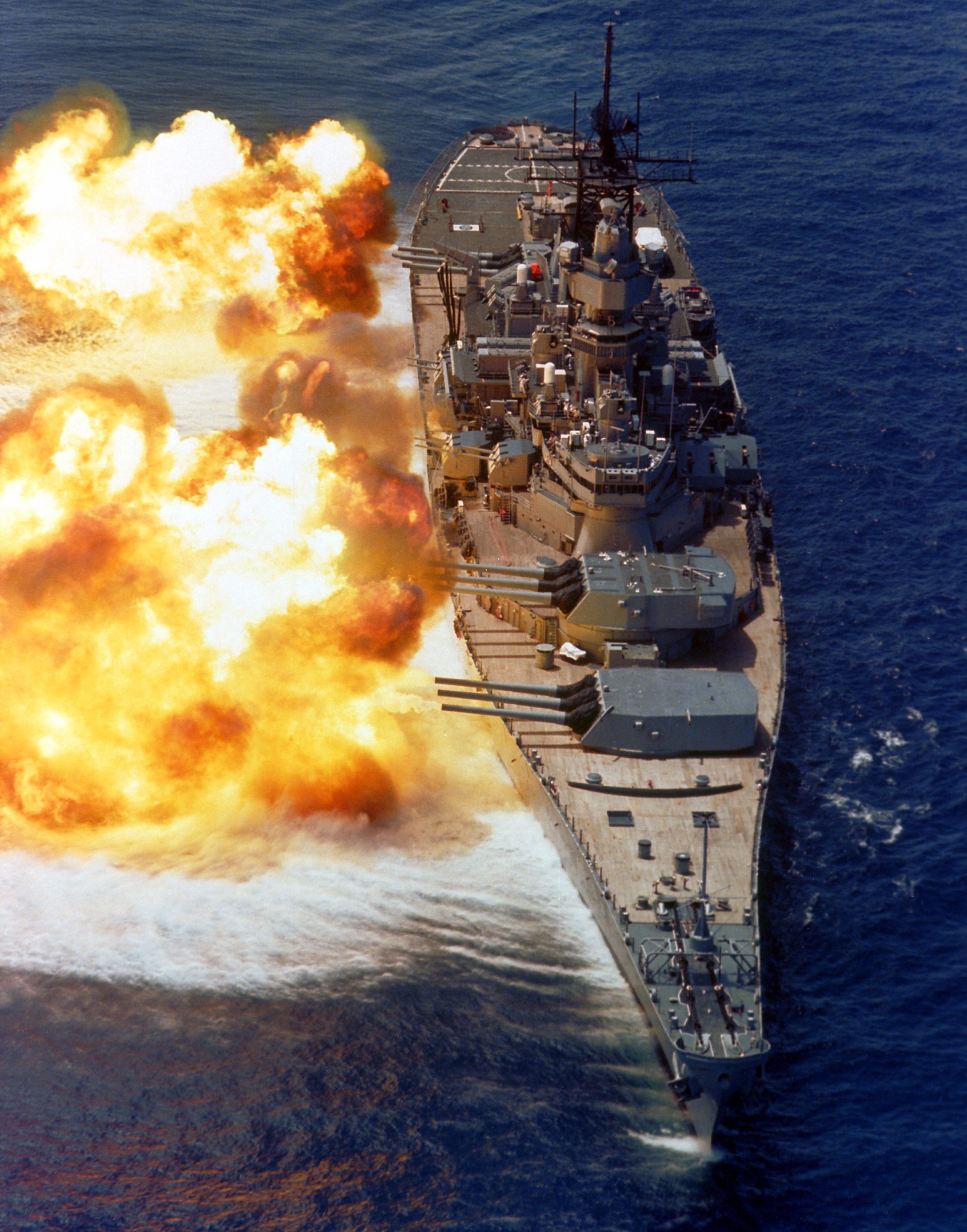
L' est fréquemment comparé avec le Yamato.

Les Japonais ont adopté une politique visant à construire des cuirassés qui seraient individuellement supérieurs à leurs équivalents étrangers.

« Les américains ne construiront pas de cuirassé qui ne peut pas traverser le canal de Panama (a assuré un employé qui n'a pas voulu fournir son identité). Les écluses du canal de Panama font un peu plus de 108 pieds de largeur. Cela impose une limite dans le maître-bau, et dans la largeur, des cuirassés américains ce qui ajoute également des limitations en épaisseur du blindage et le calibre des canons des bateaux américains. »

— Note publiée par HNN le 5 novembre 1937.
La guerre a empêché que les navires de la classe Yamato attaquent un de ses équivalents américains c'est pourquoi il y a des spéculations sur l'issue de l'affrontement entre le cuirassé Yamato et l'USS Iowa. Dans cet affrontement théorique, les historiens anglo-saxons s'accordent en général pour donner un avantage à l'USS Iowa, principalement parce que, malgré un déplacement moindre, l'USS Iowa avait une plus grande vitesse et un meilleur système de visée grâce à l'usage du radar, en plus de disposer d'un système supérieur de contrôle des dégâts.

## Importance culturelle

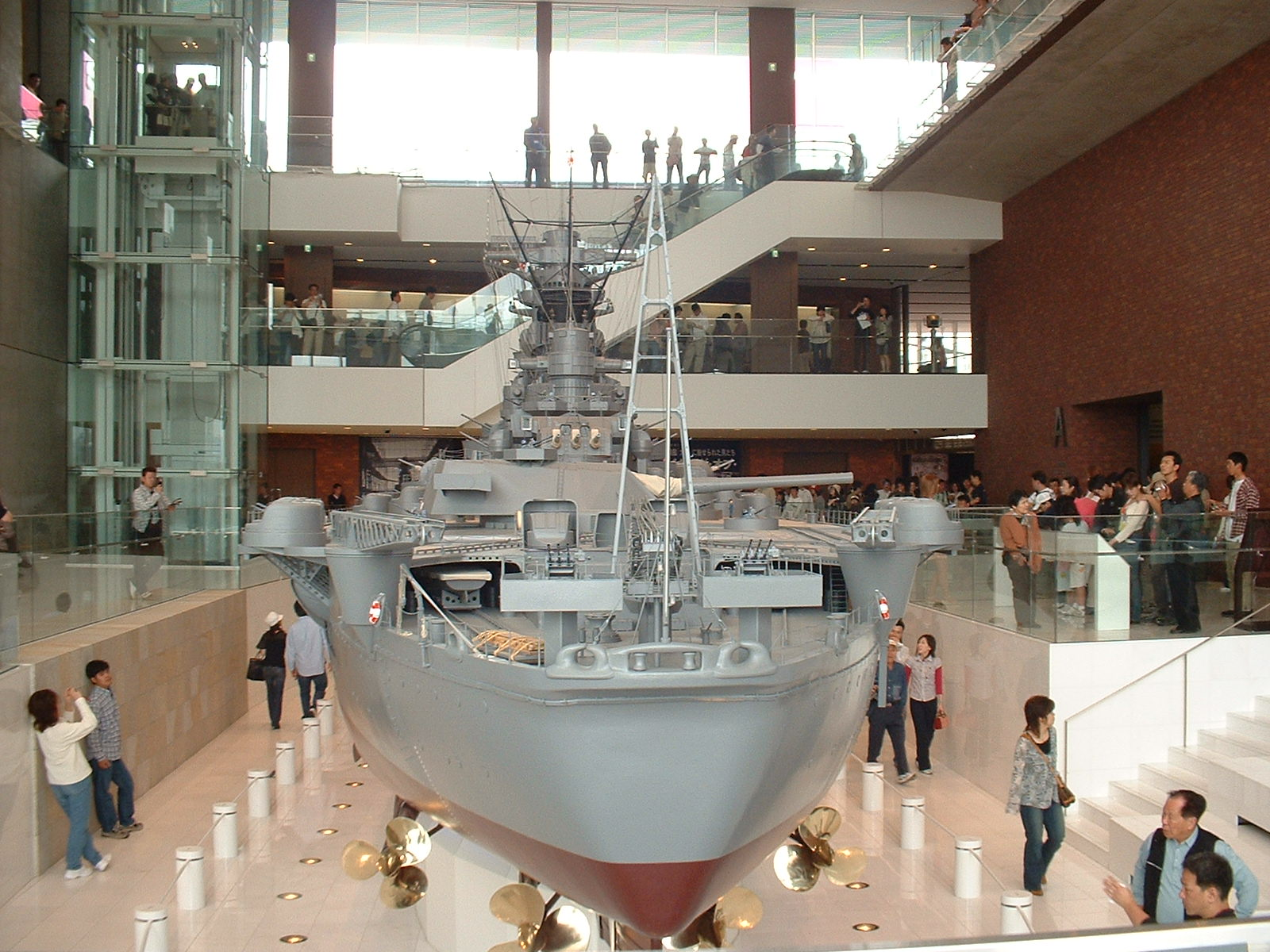
Des visiteurs du Musée Yamato examinent la maquette du cuirassé en 2006

Du temps de leur construction et jusqu'à présent, les cuirassés Yamato et Musashi ont une présence notable dans la culture japonaise, le Yamato en particulier. Avec leur achèvement, les cuirassés ont représenté l'épitomé de l'ingénierie navale japonaise. De plus ces deux bateaux, en raison de leur taille, vitesse, puissance de feu, ont visiblement incarnés la détermination du Japon et l'empressement de défendre ses intérêts contre les puissances occidentales, et particulièrement contre les États-Unis. Shigeru Fukudome, chef de la Section des Opérations de l'état-major de la marine impériale japonaise, a décrit les deux bateaux comme « les symboles du pouvoir naval qui a fourni aux officiers et aux hommes un sens profond de confiance dans leur marine »

### Dans les médias
Les apparitions dans la culture populaire décrivent la dernière mission du bateau comme un effort courageux, désintéressé, mais futile. Un effort symbolique des marins de japonais pour participer à défendre leur patrie. Une des raisons qui font que ce navire de guerre peut avoir une telle signification dans la culture japonaise est que le mot « Yamato » était souvent utilisé comme un nom poétique pour le Japon. Ainsi, la fin du cuirassé Yamato pourrait servir de métaphore relative à la fin de l'empire du Japon,
Le Yamato et plus particulièrement l'histoire de son naufrage, est souvent apparu dans la culture populaire japonaise, comme dans l'anime Space Battleship Yamato et en 2005 dans le film Les Hommes du Yamato,. Il y a également un autre film à propos du Yamato nommé Senkan Yamato (« Le cuirassé Yamato », produit par le studio Shin-Toho et réalisé par Yutaka Abe) dès 1953. Ce film est basé sur le livre Senkan Yamato-no Saigo (戦艦大和ノ最期, « Les Derniers jours du cuirassé Yamato ») écrit par Mitsuru Yoshida , un survivant du naufrage du Yamato.

### Musée et mémoriaux

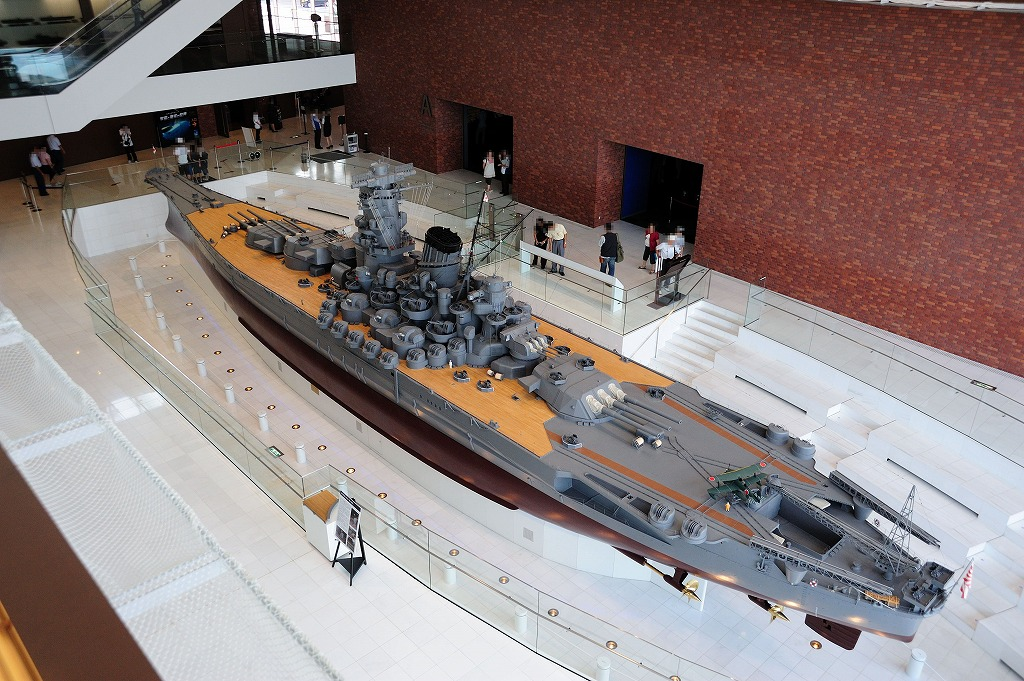
Maquette du Yamato dans le Musée Yamato.

En 2005, le Musée Yamato (大和ミュージアム) a été inauguré comme étant « un hommage aux compétences et à la science des ouvriers qui ont créé de telles merveilles que le Yamato. La principale attraction du musée est une réplique du Yamato.
Deux mémoriaux existent, l'un dédié à toute la classe Yamato et l'autre exclusivement au Yamato. Le premier d'entre eux se trouve à Kure comme une partie du musée et imite le pont et le mât du cuirassé Yamato, au-dessus duquel se trouvent des projectiles utilisés tant par le Yamato que par le Nagato. Le deuxième mémorial se trouve dans le sud-est de l'île de Tokunoshima. Construit en 1968 en forme de tour, il est dédié à l'ensemble des hommes qui sont morts à bord des navires de la flotte combinée.